# Terrorisme en 1977

## Événements

### Janvier
- 8 janvier, Union soviétique : une bombe explose dans le métro de Moscou entre les stations « Izmaïlovskaïa » et « Pervomaïskaïa », faisant sept morts et trente-sept blessés[réf. souhaitée]. Trois hommes seront condamnés à mort et exécutés pour cet attentat, dont les circonstances demeurent floues[réf. nécessaire].
- 8 janvier, Union soviétique : une seconde bombe explose dans une épicerie de la rue Dzerjinski, toujours à Moscou[réf. souhaitée].
- 8 janvier, Union soviétique : une troisième bombe explose dans la rue du 25-octobre, encore à Moscou[réf. souhaitée].

### Juillet
- 8 juillet, France : tentative d'assassinat de Marcel Boiteux, président d'EDF, par des militants anti-nucléaires

### Septembre
- 5 septembre, Allemagne de l'Ouest : l'enlèvement de Hanns Martin Schleyer, président du patronat d'Allemagne de l'Ouest, fait quatre morts : son chauffeur, son garde du corps et deux policiers, tués pendant l'enlèvement.

### Octobre
- 19 octobre, France : le corps de Hanns Martin Schleyer est retrouvé dans le coffre d'une voiture dans la banlieue de Mulhouse[1]. Un communiqué, signé « Commando Siegfried Hausner », émanation de la Fraction armée rouge, est envoyé au journal Libération, revendiquant l'assassinat de l'homme d'affaires allemand[1].

### Novembre
- 19 novembre, France : attentats à la bombe contre des bâtiments ou des sites en lien avec l’énergie nucléaire (usines de Creusot-Loire et de CGE, locaux et installations d’EDF, etc.) par des militants d’extrême-gauche agissant sous la dénomination de CARLOS[2].